# ألبيرت شترايت
ألبيرت شترايت (بالألمانية: Albert Streit)‏ (مواليد 28 مارس 1980 في بوخارست - رومانيا) لاعب كرة قدم ألماني يلعب حاليا لصالح نادي الدرجة الأولى شالكه الألماني منذ 2008 في مركز الوسط المدافع .

## روابط خارجية
- ألبيرت شترايت على موقع قاعدة بيانات كرة القدم.إي يو (الإنجليزية)
- ألبيرت شترايت على موقع بيانات كرة القدم. دي إي (الألمانية)
- ألبيرت شترايت على موقع Soccerway.com (الإنجليزية)
- ألبيرت شترايت على موقع عالم كرة القدم.نت (الإنجليزية)
- ألبيرت شترايت على موقع كووورة